# Lübbenau (Spreewald) (stacja kolejowa)
Lübbenau (Spreewald) - Lubnjow (Błota) – stacja kolejowa w Lübbenau/Spreewald w kraju związkowym Brandenburgia, w Niemczech. Znajdują się tu dwa perony. Na szyldach wywieszonych na peronach znajduje się nazwa miejscowości w dwóch językach: niemieckim – Lübbenau (Spreewald) i dolnołużyckim - Lubnjow (Błota).

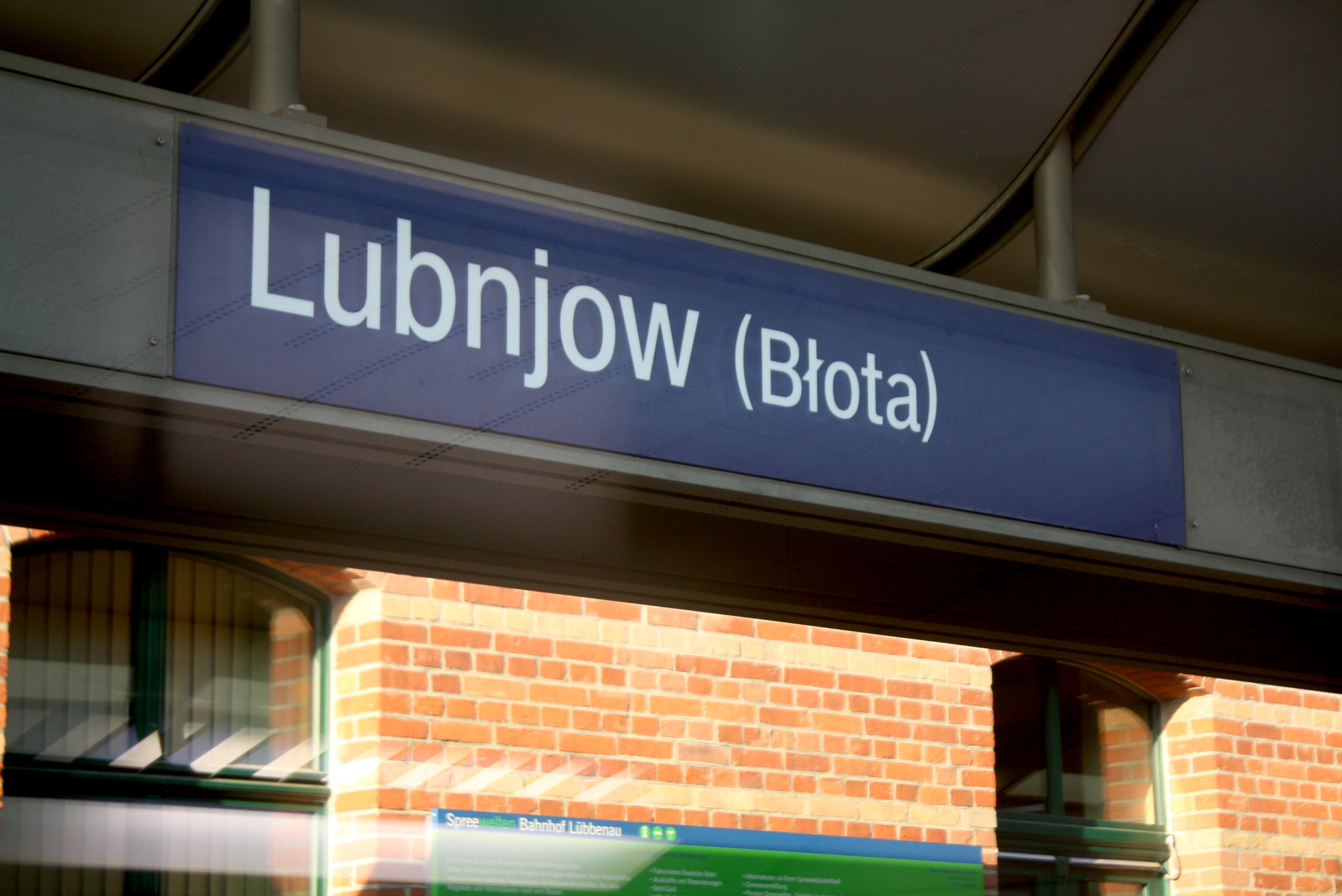
Dolnołużycki szyld z nazwą stacji Lubnjow/Lübbenau

| Lübbenau (Spreewald) - Lubnjow (Błota) |  |          |
| Linia 6142 Berlin – Görlitz (85,6 km)  |  |          |
| Ragow                                  |  | Raddusch |